# The Visual Novel Database
The Visual Novel Database (сокр. VNDB или vndb) — онлайн-база данных, вики и интернет-форум для визуальных романов. По состоянию на 2022 год на VNDB каталогизировано в общей сложности более 32 000 игр данного жанра, а его форум на 2019 год посетили 14 300 пользователей. Согласно Electronic Gaming Monthly, VNDB отвечала за помощь в представлении визуальных романов международной аудитории.

## Функции

### База данных
The Visual Novel Database содержит записи о более чем трёх десятках тысяч различных визуальных романах, список которых постоянно обновляется зарегистрированными участниками сайта. В базу данных записывается информация о персонажах данных игр, а также о разработчиках, издателях и переводчиках, как профессиональных, так и любительских. На сайте можно перемещаться по категориям, фильтруя по различным критериям, и просматривать случайные страницы.

### Форум
Сайт имеет общедоступный форум, на котором могут общаться зарегистрированные участники, при этом есть как раздел сайта, посвящённый общему обсуждению, так и у каждого конкретного визуального романа есть собственная страница обсуждения.

### Список наблюдения
VNDB может быть использована в качестве личного списка наблюдения, позволяя пользователям создавать белый или чёрный списки, а также список желаний, отмечать свой прогресс в игре как «завершена», «заброшена», «в процессе» и т. д.

### Рейтинги и обзоры
Сайт функционирует и как агрегатор отзывов, объединяя выданные пользователями играм рейтинги, а также отображая статистику и средние баллы.
Начиная с 31 августа 2020 года пользователи могут создавать и публиковать личные обзоры визуальных романов: как мини-, так и полноценные обзоры.

#### Шкала оценок
| 1          | 2     | 3   | 4    | 5     | 6      | 7    | 8         | 9         | 10          |
| ---------- | ----- | --- | ---- | ----- | ------ | ---- | --------- | --------- | ----------- |
| Worst ever | Awful | Bad | Weak | So-so | Decent | Good | Very good | Excellent | Masterpiece |

### API
VNDB имеет общедоступный API двух типов: старый под кодовым наименованием Nyan (также v1) на базе TLS или TCP и новый Kana (v2) на базе HTTPS, для разработчиков, которые хотят взаимодействовать с базой данных, например, для получения информации или автоматизации задач, связанных с личным списком наблюдения. API использует формат JSON.

## История
VNDB была создана Yorhel (настоящее имя — Йоран Хелинг) в сентябре 2007 года. Так, после завершения прохождения Ever 17: The Out of Infinity им было замечено отсутствие сообщества, посвящённого визуальным романам, или места, где их можно было отыскать. Yorhel создал VNDB в течение трёх недель как централизованное место, где люди могут находить и обсуждать данные игры.
Одной из задокументированных на VNDB старейших игр была Lolita Yakyuuken, эроге, выпущенная в 1982 году для PC-88, которая также считалась первым визуальным романом, тем не менее она была позже удалена из-за отсутствия элементов игр данного жанра. В течение года VNDB содержала уже около 1 000 визуальных романов.